# NGC 3438
NGC 3438 este o radiogalaxie situată în constelația Leul. A fost descoperită în 25 martie 1865 de către Albert Marth. Se află la o distanță de 92,41 de megaparseci de Pământ.